# Wannabe (datorspel)
För andra betydelser, se Wannabe (olika betydelser).
Wannabe är ett datorspel utvecklat av Vision Park och distribuerat av Bonnier Multimedia. Spelet släpptes den 31 mars 1999.
Idén till spelet hade Jörgen Flodström. Projektledare var Flodström, Jenny Brusk och Jens Thorsen. Spelet utvecklades av Vision Parks studio i Göteborg (tidigare Tati AB).
Spelet licensierades senare ut för distribution utanför Norden och fick då andra titlar. I Nordamerika hette det exempelvis Stardom: Your Quest For Fame. De europeiska rättigheterna (utöver Skandinavien) såldes till Monte Cristo. I Europa fick spelet namnet TV Star.

## Spelupplägg
Spelet är en satirisk representation av medievärlden där man spelar en person som vill bli känd.
Senare lanserades en Internetbaserad version, Wannabe Online, som var Vision Parks första onlinespel.

## Mottagande
Wannabe var Vision Parks fjärde självfinansierade spel. En månad efter utgivningsdatum meddelade Vision Park att spelet sålt i 20 000 exemplar och därmed täckt sin kostnader. Det ska dock inte ha sålt särskilt bra efter lanseringsfasen.
Både Henrik Rudin i Aftonbladet och Anja Krontoft och Håkan Boström i Expressen menade att spelet var snyggt och kul men att det avklarades för snabbt. Båda gav betyget 3 av 5.

## Övrigt
Låten Wannabe med artisten Kayo spelades in och släpptes som en singel inför lanseringen av spelet. Den inkluderades bland annat i tidningen Vecko-Revyn. Vecko-Revyn publicerade också flera artiklar om spelet och var värd för Wannabe Online.
I spelet förekommer även dåtida kändisar som Robyn, Annika Jankell, Leif "Loket" Olsson, Gudrun Schyman, Bert Karlsson, Adam Alsing, Alice Bah, Lennart Swahn, Sofia Eriksson och Camilla Henemark. Vision Park hade inte på förhand bett om tillstånd om att använda kändisarna i spelet, vilket ledde till kritik. Bland annat förekom repliker där Schyman framställdes som alkoholist och Karlsson som sexistisk. Schyman och Karlsson kritiserade replikerna och övervägde rättsliga åtgärder. Vision Park menade att de inte bröt mot lagen men valde ändå att stryka de berörda replikerna ur spelet.